# Trevor Steven
Trevor McGregor Steven (Berwick-upon-Tweed, 21 september 1963) is een Engels voormalig betaald voetballer die uitkwam voor Burnley, Everton, Rangers en Olympique Marseille. Steven speelde voor deze clubs voornamelijk op de rechterflank.
Van 1985 tot 1992 speelde hij in totaal 36 wedstrijden voor het Engels voetbalelftal, waarin hij vier keer scoorde. Hij maakte onder andere deel uit van de selectie van het Engels voetbalelftal op de Europese kampioenschappen van 1988 en 1992 en de Wereldkampioenschappen van
1986 en 1990.
1 Shilton ·
2 G. M. Stevens ·
3 Sansom ·
4 Hoddle ·
5 Martin ·
6 Butcher ·
7 Br. Robson  ·
8 Wilkins ·
9 Hateley ·
10 Lineker ·
11 Waddle ·
12 Anderson ·
13 Woods ·
14 Fenwick ·
15 G. A. Stevens ·
16 Reid ·
17 Steven ·
18 Hodge ·
19 Barnes ·
20 Beardsley ·
21 Dixon ·
22 Bailey ·
Coach: Bo. Robson
1 Shilton ·
2 Stevens ·
3 Sansom ·
4 Webb ·
5 Watson ·
6 Adams ·
7 Br. Robson  ·
8 Steven ·
9 Beardsley ·
10 Lineker ·
11 Barnes ·
12 Waddle ·
13 Woods ·
14 Anderson ·
15 McMahon ·
16 Reid ·
17 Hoddle ·
18 Hateley ·
19 Wright ·
20 Dorigo ·
Coach: Bo. Robson
1 Shilton  a ·
2 Stevens ·
3 Pearce ·
4 Webb ·
5 Walker ·
6 Butcher  b ·
7 Br. Robson  c ·
8 Waddle ·
9 Beardsley ·
10 Lineker ·
11 Barnes ·
12 Parker ·
13 Woods ·
14 Wright ·
15 Dorigo ·
16 McMahon ·
17 Platt ·
18 Hodge ·
19 Gascoigne ·
20 Steven ·
21 Bull ·
22 Beasant ·
Coach: Bo. Robson
1 Woods ·
2 Curle ·
3 Pearce ·
4 Keown ·
5 Walker ·
6 Wright ·
7 Platt ·
8 Steven ·
9 Clough ·
10 Lineker  ·
11 Sinton ·
12 Palmer ·
13 Martyn ·
14 Dorigo ·
15 Webb ·
16 Merson ·
17 Smith ·
18 Daley ·
19 Batty ·
20 Shearer ·
Coach: Taylor